# Thryssa scratchleyi
Thryssa scratchleyi  (лат.) — вид пресноводных лучепёрых рыб семейства анчоусовых. Самый крупный представитель семейства, достигает в длину 40 см. Эндемик Австралии и Океании.

## Описание
Максимальная длина тела 40 см. Тело удлинённое, сжатое с боков. Вдоль брюха от истмуса до анального отверстия проходит ряд из 31 килевой чешуи. То есть киль есть как перед, так и после брюшных плавников. Спинной плавник короткий, с 12—13 мягкими лучами. В анальном плавнике 35—42 мягких лучей. Верхняя челюсть относительно короткая, не доходит до переднего края жаберной предкрышки. На нижней ветви первой жаберной дуги 18—23 жаберных тычинок. Хвостовой плавник выемчатый.
На затылке нет тёмного пятна.

## Ареал и местообитания
Эндемик рек Папуа-Новой Гвинеи, Индонезии и северной Австралии (в основном впадающих в залив Карпентерия). В реке Флай встречаются в 900 км от устья. Однако могут выходить в солоноватоводные эстуарии.